# Pietro Locatelli
Pietro Antonio Locatelli, född den 3 september 1695 i Bergamo, död den 30 mars 1764 i Amsterdam, var en italiensk violinist och kompositör.
Locatelli betraktades som ett underbarn och skickades till Rom 1711 för studier under Arcangelo Corellis ledning. I övrigt är litet känt om barn- och ungdomsåren. I fem år från och med 1723 turnerade Locatelli i Italien och Tyskland. År 1729 slog han sig ned i Amsterdam, där han blev kvar resten av livet. Han livnärde sig på att ge violinlektioner och konserter för adel och köpmän.

## Eftermäle
Asteroiden 10874 Locatelli är uppkallad efter honom.

## Verk
- Op.1 12 Concerti grossi (1721)
- Op.2 12 Flöjtsonater (1732)
- Op.3 L'arte del violino, 12 Violinkonserter (1733)
- Op.4 6 Introduttione teatrale och 6 Concerti grossi (1735)
- Op.5 6 Triosonater (1736)
- Op.6 12 Violinsonater (1737)
- Op.7 6 Concerti a quatro (1741)
- Op.8 10 Triosonater (1744)

Verk utan opustal
- 1 Violinsonat g moll
- 2 Sinfonia f moll
- 3 Violinkonsert A dur
- 4 Violinkonsert E dur

Dessutom ett femtiotal ofullständiga, tvivelaktiga eller oäkta verk.